# Gerhard Götz (Weinbaufachmann)
Gerhard Götz (* 5. Juni 1931 in Flein; † 3. Juli 2024) war ein deutscher Weinbau- und Obstbaufachmann. Im Weinbaugebiet Württemberg hatte er als Geschäftsführer des Weinbauverbandes und Direktor der ältesten Weinbauschule Deutschlands über Jahrzehnte großen Einfluss und war an vielen Neuerungen beteiligt.

## Leben
Götz wurde als ältester Sohn des Landwirts Alfred Götz und dessen Frau Emma, geb. Lang, in Flein geboren und besuchte dort von 1938 bis 1942 die Volksschule. Ab Herbst 1942 war er Schüler der Robert-Mayer-Oberschule im benachbarten Heilbronn. Nachdem der Unterricht kriegsbedingt ab Dezember 1944 ausgefallen war, setzte er den Schulbesuch ab Juni 1945 in den Vereinigten Oberschulen Heilbronns fort und absolvierte im Juni 1951 am Theodor-Heuss-Gymnasium Heilbronn das Abitur. Eine anschließende Landwirtschaftslehre mit Besuch der Landwirtschaftsschule Heilbronn in den Wintern 1951/52 und 1952/53 beendete er im Frühjahr 1953 mit der landwirtschaftlichen Gehilfenprüfung.
Ab dem Wintersemester 1953/54 studierte er Landwirtschaft an der Landwirtschaftlichen Hochschule Hohenheim in Stuttgart. 1956 bestand er die Prüfung zum Diplomlandwirt mit dem Thema Rebenumlegung und Umstellung, anschließend arbeitete er am Institut für Obstbau und Gemüsebau der Hochschule. 1960 wurde er dort mit einer Arbeit Zur Selektion und Körung beim Obst zum Doktor der Landwirtschaft promoviert.
Auf Vorschlag des Präsidenten Otto Haag war Götz ab 1. Juli 1958 bis 1970 ehrenamtlicher Geschäftsführer des Weinbauverbands Württemberg, dessen Geschäftsstelle sich während seiner Amtszeit in Stuttgart-Birkach befand. Neben Verbesserungen der Verbandsstruktur begleitete er in dieser Zeit Rebflurbereinigungen und Kelterneubauten, beteiligte sich an der Organisation der Deutschen Weinbaukongresse in Stuttgart und Offenburg und trat durch zahlreiche Fachpublikationen und Vorträge hervor.
1970 wurde Götz als Nachfolger Ernst Klenks zum Direktor der ältesten Weinbauschule Deutschlands bestellt, der Staatlichen Lehr- und Versuchsanstalt für Wein- und Obstbau in Weinsberg. Er trat dieses Amt am 1. März 1970 an und hatte es bis zum 1. Mai 1995 25 Jahre inne. In dieser Zeit erhielt die Weinbauschule eine Vielzahl neuer Aufgaben wie die amtliche Qualitätsweinprüfung, die Koordinierung des Obst-Versuchsanbaus und die Erstellung und Führung der Weinbaukartei in Württemberg. Götz prägte eine ganze Generation junger Weingärtner, trieb die Neuzüchtung von Rebsorten voran und war unter den Pionieren des Barrique-Ausbaus in Württemberg. Nach seinem Ausscheiden als Direktor der Weinbauschule übernahm Götz verschiedene ehrenamtliche Aufgaben, darunter bis 2010 die eines Prüfungsleiters der Landesprämierung für Wein und Sekt. Gerhard Götz verstarb im Juli 2024 im Alter von 93 Jahren.

## Familie
Während seiner Zeit in Stuttgart-Hohenheim lernte Gerhard Götz seine Frau Ilse kennen. Götz lebte in Obersulm-Affaltrach.

## Veröffentlichungen
Neben zahlreichen Artikeln zu Wein- und Obstbau veröffentlichte Götz auch einige monographische Werke:
- Zur Selektion und Körung beim Obst. Hohenheim, Landwirtschaftliche Hochschule, Dissertation vom 25. Mai 1960, DNB 480967482
- Süß- und Sauerkirschen. Ulmer, Stuttgart 1970, ISBN 3-8001-5248-7
- Obstsorten-Atlas. Kernobst, Steinobst, Beerenobst, Schalenobst. Von Gerhard Götz und Robert Silbereisen. Ulmer, Stuttgart 1989, ISBN 3-8001-5527-3
- Obstsorten-Atlas. Kernobst, Steinobst, Beerenobst, Schalenobst. Von Robert Silbereisen, Gerhard Götz und Walter Hartmann. 2. Auflage. Ulmer, Stuttgart 1996, ISBN 3-8001-5537-0

## Auszeichnungen
1977 erhielt Götz die Goldene Ehrennadel des Weinbauverbandes Württemberg, 1995 wurde er zum Ehrenmitglied des Verbandes ernannt. Im selben Jahr erhielt er die Goldene Ehrenmünze der Stadt Weinsberg.